# Sinterklaasjournaal (2010)
Het Sinterklaasjournaal in 2010 was het tiende seizoen van het Sinterklaasjournaal en werd gepresenteerd door Dieuwertje Blok. De intocht vond plaats in Harderwijk.

## Verhaallijn
Nog voor aankomst in Nederland ging het al mis op de stoomboot. De Vergeetpiet gooide alle pepernoten overboord om een spoor te vormen voor de terugweg naar Spanje. De vissen aten deze echter op en alle pepernoten zijn weg. Direct voeren de Pieten de boot naar Harderwijk om pepernoten te halen bij de pepernotenfabriek.
De Pieten mochten van de burgemeester van Harderwijk hun pepernoten bakken in de pepernotenfabriek, maar daar verloor de Huispiet de sleutels van het Pietenhuis: hij liet ze in het pepernotendeeg vallen. Ze werden meegebakken met de pepernoten en kwamen in de schoenen van de kinderen terecht.
Tot overmaat van ramp was er uit Spanje ook een babypiet meegekomen. Hij at stukjes van alle chocoladeletters, en hield 's nachts alle Pieten uit hun slaap. Van de Hoofdpiet mocht Sinterklaas dat niet weten, aangezien die dan weg zou gaan om de baby terug naar Spanje te brengen, waardoor het hele sinterklaasfeest niet door zou gaan. Daarom hielden de Pieten de babypiet verborgen voor Sinterklaas. Na een paar dagen verdween de babypiet echter, waarna Wellespiet en Sorrypiet (die de babypiet verzorgden) wanhopig naar hem op zoek gingen. De Hoofdpiet dacht nu dat ze snel terug naar Spanje zouden gaan en besloot pakjesavond af te zeggen. Sinterklaas echter besloot helemaal niet terug te gaan naar Spanje, maar nam de verzorging van de baby zelf voor zijn rekening, samen met Amerigo als de oppas als Sinterklaas langs de scholen ging.
In de loop van de novembermaand kwamen alle sleutels terug. Toen de sleutel van de pakjeskamer terecht was, besloten de Pieten een overschot aan pepernoten daar op te slaan. De pakjes deden ze in de vrachtwagen die tussen de pepernotenfabriek en het Pietenhuis pendelde. De Vergeetpiet bracht ze echter weg en vergat waarheen. Na een bezoek aan de dokter herinnerde hij zich weer dat hij ze naar de fabriek had gebracht. Daar vond de Babypiet de pakjes in de schoorsteen. En zo kwam ook dit jaar alles weer goed.

## Rolverdeling
| Rol                                                                  | Naam                  |
| -------------------------------------------------------------------- | --------------------- |
| Presentatrice                                                        | Dieuwertje Blok       |
| Voice-over                                                           | Kees Driehuis         |
| Verslaggever                                                         | Jeroen Kramer         |
| Sinterklaas                                                          | Bram van der Vlugt    |
| Wellespiet                                                           | Dick van den Toorn    |
| Boekpiet                                                             | Marc Nochem           |
| Reservepiet                                                          | Pim Muda              |
| Vergeetpiet                                                          | John Jones            |
| Hoofdpiet                                                            | Erik van Muiswinkel   |
| Huispiet                                                             | Maarten Wansink       |
| Pietje Precies                                                       | Bob Fosko             |
| Rare Piet                                                            | Rob Kamphues          |
| Sorrypiet                                                            | Marc-Marie Huijbregts |
| Ballonnenpiet                                                        | Peter Lusse           |
| Zorgpiet                                                             | Joep Onderdelinden    |
| Pietje Paniek                                                        | Jochem Myjer          |
| Willem Grol                                                          | Ferry de Groot        |
| Postbode                                                             | Theo Schouwerwou      |
| Professor Titus Tillema                                              | Dick Lam              |
| P.O.D.                                                               | Bas Hoeflaak          |
| P.O.D.                                                               | Peter van de Witte    |
| Gastrollen                                                           |                       |
| Man die denkt dat Pieten zijn afval meenamen                         | Alexander Pechtold    |
| Man met kerstboom                                                    | Peter Blok            |
| Vrouw die denkt dat ze tijdens de intocht de Babypiet cadeau krijgt  | Judith Bovenberg      |
| Man in sleutelwinkel                                                 | Marnix Kappers        |
| Ton Overwaarde, makelaar en voorzitter comité "Dank u Sinterklaasje" | Tijl Beckand          |
| Ron, buurman Ton Overwaarde                                          | Ruben van der Meer    |
| Meneer Van Basten Batenburg                                          | Ursul de Geer         |